# Josef Durm
Josef Durm (ur. 14 lutego 1837 w Karlsruhe, zm. 3 kwietnia 1919 tamże) – niemiecki architekt i profesor architektury. Odbył liczne podróże po Europie, budował oraz pracował naukowo.

## Życiorys
W latach 1854–1860 odbył studia architektoniczne w Technicznej Szkole Wyższej w Karlsruhe, m.in. u Friedricha Theodora Fischera i Heinricha Langa. Uczeń niemieckiego architekta Gottfrieda Sempera i szwajcarskiego historyka sztuki Jacoba Burckhardta. 
W latach 1860–1861 odbył podroż po Azji Mniejszej, Grecji, Włoszech, południowej Francji i Anglii. Po powrocie stworzył wiele projektów zleconych w stylu klasycznym z elementami włoskiego renesansu i baroku. W 1868 został profesorem Technicznej Szkoły Wyższej w Karlsruhe. Od 1881 współwydawał Handbuch der Architektur. 
Od 1877 radca budowlany a od 1883 nadradca budowlany a później dyrektor departamentu budownictwa w Karlsruhe.

## Wybrane publikacje

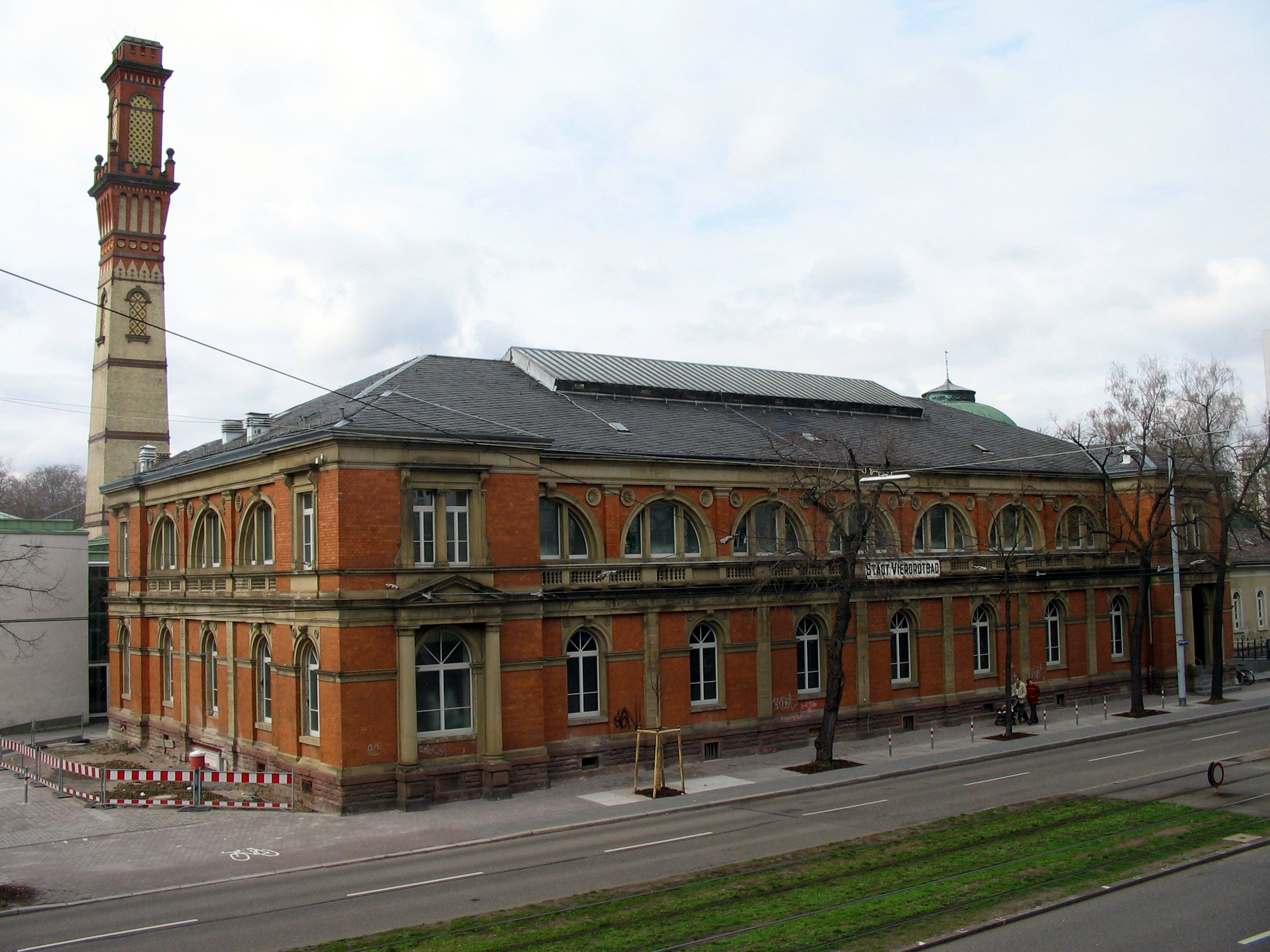
Dom kąpielowy Vierordtbad w Karlsruhe

- Die Domkuppel in Florenz und die Kuppel der Peterskirche in Rom, 1887
- Die Baukunst der Griechen, 3 wyd., 1910
- Die Baukunst der Etrusker und Römer, 2 wyd. 1905
- Die Baukunst der Renaissance in Italien, 1903

## Wybrane dzieła
- 1893–1896 – rozbudowa Staatliche Kunsthalle Karlsruhe[1]
- 1875–1876 – projekt i budowa gmachu Towarzystwa Zoologicznego we Frankfurcie nad Menem[1]
- 1871–1873 – projekt i budowa domu kąpielowego Vierordtbad w Karlsruhe[1]